# Сухарев, Сергей Леонидович
Серге́й Леони́дович Су́харев (Мурышкин) (11 октября 1947, Бийск, Алтайский край — 14 сентября 2017, Санкт-Петербург) — российский переводчик, филолог.

## Биография
Родился в семье потомственных педагогов. Кандидат филологических наук (тема диссертации: «Строфический стих и стихотворный перевод (на материале „шекспировских“ сонетов Джона Китса», 1978). Преподавал историю зарубежной литературы в Кемеровском госуниверситете (1978—1981) и в ЛГПИ им. А. И. Герцена (1981—1985, 1991). Автор ряда статей по истории и теории стихотворного перевода. Член Союза писателей (Санкт-Петербург), член творческой ассоциации «Мастера литературного перевода» (Москва).
Первая переводческая публикация — 1968. Автор переводов из английской, немецкой и др. поэзии и прозы, в том числе из Уильяма Шекспира, Уильяма Блейка, Уильяма Вордсворта, Джона Китса, Ли Ханта, Иоганна Вольфганга Гёте, Томаса де Квинси, Кадзуо Исигуро и др.